# Rigó Mária
Rigó Mária (Budapest, 1943. április 4.) Balázs Béla-díjas (1993) filmvágó, egyetemi tanár.

## Életpályája
Szülei: Rigó Sándor és Rózsavölgyi Mária voltak. 1966-ban érettségizett az Apáczai Csere János Gimnáziumban. 1961–1964 között a Magyar Televízió vágóasszisztense, 1964–1966 között vágója volt. 1966–1977 között a Mafilm Híradó- és Dokumentumfilm Stúdió vágója volt. 1977–1981 között családjával Törökországban és Szíriában élt. 1982-től játékfilmek vágója volt. 2001 óta analóg filmvágást tanított a Magyar Képzőművészeti Egyetem Intermédia tanszékén.
Több száz híradóriport és dokumentumfilm, és nem egy játékfilm társalkotója volt. Csőke József, Borsodi Ervin, Fehéri Tamás, Gödrös Frigyes, Gárdos Péter, Enyedi Ildikó, Schiffer Pál, Simó Sándor, Makk Károly, Lukáts Andor munkatársa volt.

## Magánélete
1963-ban házasságot kötött Skuts Tamással. Két gyermekük született: Péter (1964) és Katalin (1975).

## Filmjeiből
- Mi újság a Futrinka utcában? (1964)
- Fekete vonat (1970)
- Cséplő Gyuri (1978)
- Viadukt (1983)
- Uramisten (1985)
- Kémeri (1985)
- Isten veletek, barátaim! (1987)
- Szamárköhögés (1987)
- Álombalzsam (1988)
- Az én XX. századom (1989)
- A hecc (1989)
- Magyar rekviem (1990)
- A három nővér (1991)
- A Skorpió megeszi az Ikreket reggelire (1992)
- Lakatlan ember (1992)
- A nagy postarablás (1992)
- Paramicha vagy Glonci, az emlékező (1993)
- Bűvös vadász (1994)
- A Brooklyni testvér (1994)
- Éretlenek (1995-1996)
- Wesselényi utca 13. (1996)
- Vinci, húzd ki magad! (1996)
- Szeressük egymást gyerekek! (1996)
- Mindennapi rémtörténet (1996)
- Franciska vasárnapjai (1996)
- Csövesek - csicskák - egy eset több olvasata (1996)
- Törésvonalak II. (1997)
- Tamás és Juli (1997)
- Üstökös (1998)
- Simon Mágus (1998)
- Derengő (1998)
- Portugál (2000)
- Glamour (2000)
- Szemétdomb (2001)
- Cigány kép - Roma kép (2001)
- Kései születés (2002)
- Egy hét Pesten és Budán (2003)
- Ami megmaradt belőle… (2004)
- Alterego (2006)
- Vagyok, aki vagyok (2007)
- A 11. Élet (2007)

## Díjak
- a filmszemle díja (1986) Covbojok
- Balázs Béla-díj (1993)